# Västra Ramnebo biotopskyddsområde
Västra Ramnebo biotopskyddsområde este o arie protejată (arie specială de conservare — SAC, sit de importanță comunitară — SCI) din Suedia întinsă pe o suprafață de 5,2 ha, integral pe uscat.

## Localizare
Centrul sitului Västra Ramnebo biotopskyddsområde este situat la coordonatele 57°30′39″N 16°27′55″E / 57.5107°N 16.4654°E.

## Înființare
Situl Västra Ramnebo biotopskyddsområde a fost declarat sit de importanță comunitară în ianuarie 2002 pentru a proteja un număr necunoscut de specii din flora spontană și fauna sălbatică aflate în arealul zonei. Situl a fost protejat și ca arie specială de conservare în martie 2011.

## Biodiversitate
Situată în ecoregiunea boreală, aria protejată conține 2 habitate naturale: Păduri pe pante, grohotișuri și ravene de Tilio-Acerion, Păduri caducifoliate bătrâne naturale hemiboreale fino-scandinave (Quercus, Tilia, Acer, Fraxinus sau Ulmus) bogate în specii epifite.
La baza desemnării sitului se află un număr nedeclarat de specii protejate.